# Celesta

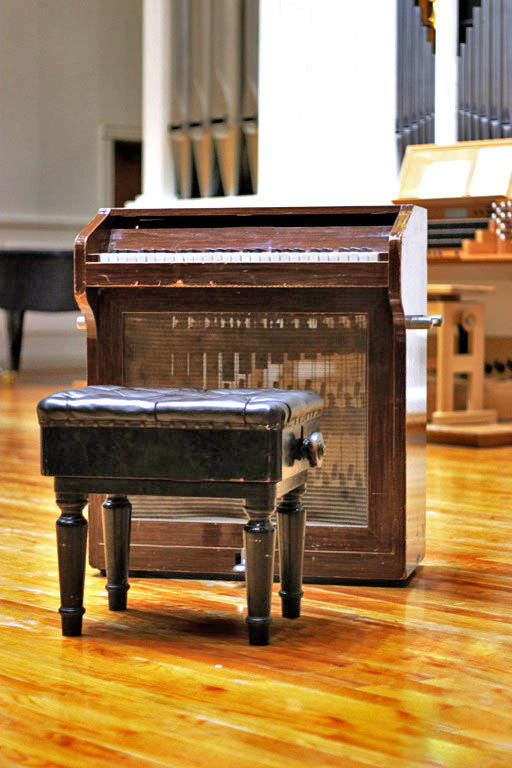
Celesta

De celesta (ook: celeste) is een toetseninstrument dat behoort tot de idiofonen. Het muziekinstrument heeft een klavier en heeft een binnenwerk met metalen staven en houten resonatoren. Deze staven worden door middel van met vilt beklede hamertjes aangeslagen.
Het op een harmonium lijkende instrument brengt een klank voort die wat op die van het klokkenspel lijkt, maar een veel zachter timbre heeft. Aan dit timbre dankt het instrument zijn naam: het Franse celeste betekent "hemels".
De celesta heeft een bereik van vier octaven, van c1 tot c5 en is een geoctaveerd instrument: het klinkt een octaaf hoger dan genoteerd staat. Het instrument heeft een pedaal ter demping van de naklank.
Alponse Mustel en Auguste Mustel zijn de uitvinders van de celesta. De eerste celesta werd in 1886 in Parijs gebouwd door de harmoniumbouwer Auguste Mustel, die er patent op kreeg. Voorlopers waren de typofoon en de dulcitone, die door Mustels vader waren ontwikkeld en die in plaats van staven stemvorken hadden. Deze konden echter te weinig volume voortbrengen om geschikt te zijn als orkestinstrument.
Tsjaikovski was de eerste componist die de celesta een partij gaf in het symfonieorkest: in zijn ballet De notenkraker (1892) heeft het een karakteristieke rol in de Dans van de suikerfee. Tsjajkovski had de celesta in Parijs gezien en in het geheim een instrument naar Rusland gebracht, zodat hij het publiek ermee kon verrassen en verhinderde dat een andere componist hem voor zou zijn. Het instrument wordt sindsdien in het orkest regelmatig toegepast, vaak om een sprookjesachtige of dromerige sfeer te bewerkstelligen.
De celesta behoort in het orkest tot het slagwerk en wordt veelal door een pianist bespeeld.
De Fender Rhodes is een elektrische variant van de celesta.

## Werken met celesta
- Pjotr Iljitsj Tsjaikovski: Dans van de suikerfee uit de Notenkraker (1892)
- Gustav Mahler: Symfonie Nr 6 (1903-4); Symfonie Nr 8 (1906-7) en Das Lied von der Erde (1907-9)
- Anatoli Ljadov: Het betoverde meer en Kikimora (beide 1909)
- Arnold Schönberg: Herzgewächse, Op.20 (1911)
- Maurice Ravel: Ma Mère l'Oye (1911)
- Maurice Ravel: Daphnis et Chloé (1912)
- Erich Wolfgang Korngold: Sinfonietta op.5 (1912)
- Sergej Rachmaninov:  The Bells (1913)
- Gustav Holst: Neptune uit The Planets (1917)
- Julius Röntgen: Drei Praeludien und Fugen (1919)
- Erich Wolfgang Korngold: Die tote Stadt op.12, opera (1920)
- Erich Wolfgang Korngold: Pianoconcerto voor de linkerhand op.17 (1923)
- Maurice Ravel: Bolero (1928)
- Ferde Grofé: Grand Canyon Suite (1931)
- Béla Bartók: Muziek voor snaarinstrumenten, slagwerk en celesta (1936)
- Erich Wolfgang Korngold: The Adventures of Robin Hood, filmmuziek en symfonische suite (1938)
- Erich Wolfgang Korngold: Vioolconcerto op.35 (1945)
- Thelonious Monk: Pannonica van Brilliant Corners (1957)
- Yusef Lateef: From Within (1960)
- The Velvet Underground: Sunday Morning van The Velvet Underground & Nico (1967)
- Morton Feldman: Rothko Chapel (1971)
- Vladimir Martynov: Come in! (1988)
- John Williams: Hedwig's theme (2002)
- Ludovico Einaudi: Life, Walk en Newton's Cradle van In a Time Lapse (2013)
- Miles Davis: Circle In The Round (1967)
- George Martin: Baby It's You (11 februari 1963) Album: Please, Please Me van The Beatles
- George Martin: Good Night (22 juni en 28 juli 1968) Album: The Beatles (White Album) van The Beatles
- Karlheinz Stockhausen: Refrain (1959)